# 绿叶线柱兰
绿叶线柱兰（学名：Zeuxine agyokuana），又称阿玉線柱蘭，为兰科线柱兰属下的一个种。

## 扩展阅读
- 維基物種上的相關：绿叶线柱兰